# Erateina sublustris
Erateina sublustris là một loài bướm đêm trong họ Geometridae.